# Diaphanes pectinealis
Diaphanes pectinealis is een keversoort uit de familie glimwormen (Lampyridae). De wetenschappelijke naam van de soort is voor het eerst geldig gepubliceerd in 2007 door Li & Liang.